# Poluvodički detektor (radioaktivnost)
Poluvodički detektor daje izvrsne rezultate u otkrivanju fotona (gama zračenje, rendgensko zračenje) i električki nabijenih čestica (alfa-čestica, beta-čestica) kod ionizirajućeg zračenja. Glavna odlika tih detektora je vrlo visoko energetsko razlučivanje. Izrađuju se od monokristala silicija ili germanija visoke čistoće. Ti su detektori poluvodičke diode, spojevi N-P ili spojevi N-I-P (tip N, tip P i intrinsični tip). Izbor kvalitete silicijskih i germanijskih monokristala, od kojih se detektori izrađuju, i metode izrade usmjeruju se tako da bi se postigli pogodni osjetljivi slojevi.
U radnim su uvjetima poluvodički detektori spojeni na visok napon u zapornom smjeru, kojim se postiže električno polje u osjetljivom sloju detektora. Teži se u izradi i upotrebi tih detektora da se postignu što je moguće manje zaporne struje, jer se time smanjuje šum brojača i poboljšava razlučivanje. Prolaskom električki nabijene čestice kroz osjetljivi sloj detektora (iz kojeg su zapornim električnim poljem uklonjeni pokretni nosioci naboja) stvaraju se pokretni nosioci, elektroni u vodljivoj vrpci i šupljine u valentnoj vrpci, koji se pod djelovanjem električnog polja kreću prema pozitivnoj, odnosno negativnoj elektrodi detektora. Stvara se električni signal, koji je proporcionalan gubitku energije čestice u osjetljivom sloju detektora.

## Vrste poluvodičkih detektora
U upotrebi je mnogo vrsta poluvodičkih detektora, a najzastupljeniji su silicijski detektor s površinskom barijerom, silicijski detektor s povlačenim litijem ili Si(Li) detektor, germanijski detektor s povlačenim litijem ili Ge(Li) detektor i detektor od germanija posebno visoke čistoće ili HPGe detektor (HP skraćenica od engl. high purity). 

### Silicijski detektor s površinskom barijerom
Silicijski detektor s površinskom barijerom izrađuju se od monokristala silicija tipa N, na kojemu se oksidacijom stvara sloj tipa P. Kontakt na sloju P načinjen je naparavanjem zlata ili rodija, a na osnovnom sloju N naparavanjem aluminija. Priključivanjem detektora na zaporni napon (tip N na pozitivan, a tip P na negativan priključak naponskog izvora) stvara se uz spoj N-P osjetljivi sloj iz kojeg su uklonjeni pokretni nosioci naboja. Ako se želi postići veća debljina osjetljivog sloja, potreban je silicij veće čistoće (električni otpori u području 10 do 100 Ωm), te kvalitetna obrada i izolacija, kako bi se mogao primijeniti visok zaporni napon. Za neke primjene, kao što je otkrivanje teških iona, kojima je doseg relativno kratak, upotreljavaju se detektori male debljine osjetljivog sloja.

### Si(Li) detektor
Si(Li) detektor se izrađuje s većom debljinom osjetljivog sloja i poboljšanim energetskim razlučivanjem. Osnovni postupci u izradi tih detektora su: nanošenje metalnog litija na monokristal silicija tipa P, zagrijavanje radi pospješivanja difuzije litijevih iona u monokristal, te povlačenje litijevih iona kroz kristal na temperaturi oko 400 ºC, primjenjujući snažno električno polje. 
Posljednji postupak je važan, jer se pri povlačenju litijevih iona kroz monokristal postiže kompenzacija akceptorskih stanja (litijevi ioni vežu se uz ta stanja) i postignuti sloj debljine oko 5 mm ima svojstva intrinsičnog silicija. Kada se na monokristal, nakon ugradnje u detekcijski sustav, priključi zaporni napon, u cijeloj debljini sloja kroz koji je povlačen litij javlja se električno polje. Tako se postižu debljine osjeljivih slojeva oko 5 mm. Zbog veće debljine osjetljivog sloja smanjuje se kapacitet detektora, a ako se hladi (obično na temperaturu tekućeg dušika – 77 K), bitno se smanjuje zaporna struja. Rezultat je znatno smanjenje šuma i izvanredno visoko energetsko razlučivanje. 
Za energije upadnih fotona 5,9 keV (manganovo rendgensko zračenje K-alfa se upotrebljava kao standard za ispitivanje) postiže se razlučivanje bolje od 150 eV. Primjenom tih detektora veoma se napredovalo u mjerenjima fotonskih spektara u području energije od 1 do 30 keV. Ta metoda je izvanredno osjetljiva i vrlo brzo dobiva se rezultat. Si(Li) detektori upotrebljavaju se isto za detekciju elektrona, protona i drugih električki nabijenih čestica.

### Ge(Li) detektor
Ge(Li) detektor upotrebljava se za detekciju fotona u području energije od 3 keV do oko 3 MeV, te za detekciju različitih električki nabijenih čestica (npr. protona energije od 1 do 60 MeV, deuterija od 1 do 80 MeV). Germanij ima mnogo veću gustoću od silicija i mnogo veći atomski broj. Zato je apsorpcija fotona u germaniju, kao i zaustavljanje brzih iona, mnogo veća nego u siliciju. Povlačenjem litija u monokristalima germanija metodom koja se samo u detaljima razlikuje od opisane metode za izradbu Si(Li) detektora, postižu se znatno deblji kompenzirani slojevi, debljine 10 do 15 mm.
Osjetljivi sloj može biti različitog oblika, a dva su najčešća u upotrebi: planarni (pločica kao silicijski detektori) i koaksijalni (valjkasti). Koaksijalni oblik omogućuje izradu Ge(Li) detektora relativno velikog obujma (do 100 cm3), pa je njihova djelotvornost za detekciju fotona energije oko 1 MeV, usporediva s djelotvornosti standardnih NaI(Tl) scintilatijskih detektora. Ali energetsko razlučivanje Ge(Li) detektora je mnogo bolje. 
Nedostatak Ge(Li) detektora je u tome što se ne smiju zagrijati na sobnu temperaturu. Difuzija litijevih iona u germaniju na sobnoj temperaturi toliko je snažna da se u kratkom vremenu od samo nekoliko minuta uništi kompenzirani sloj. Stoga se ti detektori redovito drže u Dewarovim posudama s tekućim dušikom.

### HPGe detektor
HPGe detektor se izrađuje od germanija visoke čistoće (primjese su u tim monokristalima oko 1 : 1012, pa su to izrazito najčišće poznate tvari). Kako je njihova otpornost na temperaturi tekućeg dušika vrlo velika, na zapornim naponima 1000 V postižu se osjetljivi slojevi debljine oko 7 mm, a na 3 500 V i do 12 mm. Izvedbe HPGe detektora vrlo su slične izvedbama Ge(Li) detektora, a i njihova su detekcijska svojstva podjednaka. Mnogo su skuplji, ali se mogu (kada se duže vremena ne mjeri) zagrijati i držati na sobnoj temperaturi.  Preporučuje se da se HPGe detektori ne zagrijavaju i ne hlade često zbog mogućih strukturnih oštećenja nosača monokristala, kontakata i slično.